# Hemitrichapion rapulum
Hemitrichapion rapulum – gatunek chrząszcza z rodziny pędrusiowatych i podrodziny Apioninae. Zamieszkuje Europę, zachodnią Afrykę Północną i Zakaukazie. Żeruje na bobowatych.

## Taksonomia
Gatunek ten opisany został po raz pierwszy w 1864 roku przez Josepha A. Wenckera na łamach „L'Abeille”. W 1990 roku umieszczony został przez Miguela Á. Alonsa-Zarazagę w podrodzaju Dimesomyops w obrębie rodzaju Hemitrichapion.

## Morfologia
Chrząszcz o ciele długości od 1,7 do 2 mm. Ubarwienie ma czarne z ciemnoniebieskimi do czarnoniebieskich pokrywami, nieco słabiej połyskującymi niż u podobnego H. lanigerum; w przeciwieństwie do H. pavidum czułki są całe czarne lub co najwyżej podstawę trzonka mają nieznacznie rozjaśnioną. Ciało porośnięte jest włoskami (włosowatymi łuskami), które to tworzą silniejsze zagęszczenia (łatki) pod oczami, na przedpiersiu, przednich biodrach, ale jedynie nieznaczne zagęszczenia na mezopleurach, bokach śródpiersia, metapleurach i bokach zapiersia. Wyraźne owłosienie wierzchu ciała powoduje, że owad wygląda na szarawo połyskującego.
Głowę cechują lekko wyłupiaste oczy oraz matowa, kreskowata rzeźba na ciemieniu kończąca się tuż za oczami i pozostawiająca szeroki pas gładkiego oskórka między jej granicą a przednim brzegiem przedplecza. Ryjek samicy jest nieco dłuższy niż głowa i przedplecze razem wzięte, a samca nieco krótszy od nich. Stopień zakrzywienia ryjka jest większy niż u H. lanigerum.
Przedplecze ma zarys mniej lub bardziej trapezowaty, od środka ku tyłowi nie zwężający się. Punktowanie na jego powierzchni jest gęste i niezbyt grube, a podłużny bruzdkowaty dołek przedtarczkowy zwykle występuje tylko w jego tylnej połowie, nie przekraczając środka długości. Pokrywy są podługowato-owalne i najszersze w połowie. Skrzydła tylnej pary są uwstecznione. Odnóża samca odznaczają się obecnością drobnych, cierniowatych wypustek (mucro) na goleniach środkowej pary.
Pierwszy spośród widocznych sternitów odwłoka u samca ma pośrodku niewielki, spiczasty guzek.

## Ekologia i występowanie
Larwy są monofagicznymi fitofagami komonicy zwyczajnej. Rozwój przechodzą w dolnej części łodygi, drążąc tam chodniki. Prowadzą do karłowacenia nadziemnej części rośliny oraz zagęszczenia, zmniejszenia i pojaśnienia jej liści. Aktywne osobniki dorosłe obserwuje się od kwietnia do października. Są oligofagiczne – oprócz komonicy żerują także na cieciorkach C. minima i C. valentina oraz Hippocrepis emerus.
Gatunek palearktyczny, w Europie znany z Hiszpanii, Francji, Szwajcarii, Austrii, Włoch i Rumunii, w Afryce Północnej z Algierii, a w Azji z Gruzji.